# كلية بروكلين للحقوق

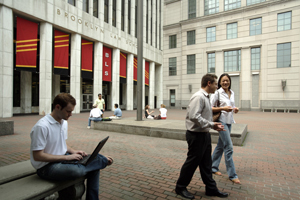
طلاب خارج المبنى الرئيسي لكلية بروكلين للحقوق

كلية بروكلين للحقوق هي كلية الحقوق الخاصة في مدينة نيويورك. تأسست عام 1901، وتضم ما يقرب من 1100 طالب. تضم هيئة التدريس في كلية بروكلين للحقوق 60 عضو هيئة تدريس بدوام كامل، و15 هيئة تدريس فخرية، وعددًا من أعضاء هيئة التدريس المساعدين.

## وصلات خارجية
- الموقع الرسمي